# Lasar Segall
Lasar Segall (Vilna, 21 de julio de 1891-São Paulo, 2 de agosto de 1957) fue un pintor brasileño de origen judío-lituano. 

## Biografía
Segall nació en Vilna, Lituania. Este sitio, por ese entonces, formaba parte del Imperio Ruso. A la edad de quince años se trasladó a Berlín, donde estudió en el Academia de las Artes de Prusia. Decepcionado por el academicismo entonces en boga, se trasladó en 1910 a Dresde, donde comenzó a desarrollar su propio estilo, que incorporaba elementos del cubismo al tiempo que exploraba sus orígenes judíos. Estos últimos se plasman en numerosas obras suyas, un ejemplo es "Escriba de Tora" (de 1917) que hace referencia a la profesión de su padre. Otros ejemplos son "Fiesta religiosa", "Vejez", "Rollo de Tora" o "Pogrom". 
En 1912 marchó a São Paulo, en Brasil, donde vivían ya tres de sus hermanos. Regresó a Dresde poco después, pero su estancia en Brasil fue decisiva en su obra, tanto en cuanto a los temas como en cuanto al estilo. Varias de sus pinturas de esta época retratan la jungla brasileña, a menudo representada mediante una masa de formas geométricas de color verde. Su cuadro Encuentro muestra a una pareja interracial, algo frecuente en Brasil pero socialmente problemático. Fue el primer pintor a presentar el expresionismo alemán en Sudamérica.
En 1916 visitó Vilna, ciudad que se encontraba destruida por la guerra. Algunas obras son fruto del fuerte impacto producto de este viaje.
En 1919 funda (con otros artistas) el Dresdner Sezession gruppe 1919, este grupo buscaba expandir y extender el arte expresionista.
En 1923 se trasladó con su primera esposa, Margarete, a São Paulo, donde al año siguiente organizó una gran exposición de su obra. Continuó pasando temporadas en Alemania, pero se nacionalizó brasileño en 1927. Estuvo relacionado con las principales figuras del Modernismo brasileño, entre ellas Mário de Andrade, de quien pintó un conocido retrato.  
Vivió en París entre 1928 y 1932, y allí se interesó por primera vez por la escultura (también sus bronces de esta época hacen referencia a temas brasileños). En 1932 fijó definitivamente su residencia en São Paulo, instalándose en una combinación de vivienda y estudio que fue diseñada por el arquitecto modernista Gregori Warchavchik, y en la que pasó el resto de su vida. El edificio, uno de los más emblemáticos del Modernismo brasileño, es en la actualidad un museo consagrado a la vida y la obra de Segall. 
En 1933, con el ascenso del nazismo, ciertas obras artísticas se empezaron a ver segregadas. Hacia 1937 el gobierno nazi atacó a lo que ellos consideraban "arte degenerado": hubo numerosas confiscaciones, entre las que se encuentran aproximadamente 50 pertenecientes a Lasar Segall. Muchas de estas fueron mostradas en la exposición Entartete Kunst. 
Segall falleció en 1957 por problemas cardíacos.

## Familia
Descendiente de una familia de judíos, fue el sexto de ocho hermanos. 
Segall se casó dos veces: en 1918, con Margarete Quack; ya en Brasil, en 1925, con Jenny Klabin, quien le dio dos hijos: Maurício (que se casaría en la década de 1950 con la actriz Beatriz de Toledo, posteriormente conocida como Beatriz Segall) y Oscar.